# Дерманци
Дерма̀нци е село в Северна България. То е селото с най-голям брой население в община Луковит, област Ловеч.

## География
Селото се намира на 116 км от София, на 14 км от общинския център град Луковит, на 47 км от областния град Ловеч и на 50 км от регионалния център Плевен.
Непосредствени съседи на село Дерманци са: село Торос (6 км на юг), село Ъглен (7 км на север), град Угърчин (13 км на изток) и село Тодоричене (9 км на запад, посока Луковит).
"Пътен възел Дерманци", който свързва селото с Магистрала 12 (Хемус) е на около 4 км от селото, посока Торос. 

## Климат
На изток до селото тече река Вит в посока от Тетевенския Балкан на север-североизток към Дунав. В долната си част реката се разделя на четири ръкава, образуващи трите по-големи острова. Близостта на река Вит придава една специфична влажност и течение на въздуха в селото, което го прави подходящо за отглеждането на някои растителни видове (чемшири и домати, например).
Зимата е много студена, а лятото е много горещо. Зимата е обичайно температурите да паднат до под -10 градуса, с много сняг. Лятото е влажно и горещо, като температурите е обичайно да се задържат до над +35 градуса за около две до три седмици.

## Произход на името
За произхода на името има няколко хипотези. Първата е, че е произлязло от името на феодалния кумански владетел на Браничевска област – Дърман (1251 – 1291), който имал чифлик по тези места (замъка Дърман, в местността Калето). Втората свързва името с османското нашествие. Тогава в селището имало много воденици (на турски: değirmen, произнася се деирмен) и турците го нарекли Дерманци. Според трета версия част от населението е преселено от Беломорието (поречието на Драманица), по време на „бунта на гладните“ на помака Мехмед Синап (1793 – 1807). И трите версии са възможни. Те не се изключват взаимно.

## История
В района на днешното село Дерманци, преди новата ера са живели местни племена, обединени под названието трибали (от лат. tribus – племе). За това свидетелстват множество могили, отбелязани и от австро-унгарския учен и пътешественик Феликс Каниц (Дунавска България и Балканът, т. 2). Те се намират между Дерманци и Торос и в местностите Караджовец, Чумина могила, Остреница и Дайкина могила.
През 1 век Римската империя установява контрол върху района. Землището е било част от провинция Долна Мизия. За този период свидетелстват намерените артефакти в местностите: Калето, Селището, Батово и Белия камък (останки от път). През 5 век в този район се заселват остготи, които изселват местното население отвъд Дунав. В края на същия век, Византийската империя призовава на помощ българите, за да прогонят остготите, които вече не са желани от Константинопол. След споразумение между остготския крал Теодорих и византийския император Зенон остготите напускат Балканите, изселвайки се на Апенинския полуостров. Последните останали остготи са прогонени със силата на оръжието от българите, които се установяват в цялата провинция Мизия, усядайки тук чак до наши дни. Те променили римското име на реката от Утус на Вит, както се нарича и до днес. Артефакти от този период са намерени в местностите Селището (Лешница), Рудината, Батово, Черешата, Делниците, Мечово и Бела(в)ур.
Важни събития са станали край селото и след смъртта на цар Михаил III Шишман Асен. В борба за власт се сблъскват Иван Александър (ловешки деспот и претендент за трона) и Белаур (брат на Михаил Шишман и видински деспот). Първият извикал на помощ татарски наемници. В сражение край река Вит, войската на Белаур е разбита, а деспотът – съсечен на бойното поле. Мястото се намира югозападно от селото в местността Бела(в)ур. Не по-малко важни събития са се случили и след това. Споменава ce като „Пусто Загоре“.
През 16 век в района бил даден чифлик на ловешкия управител (аянин), но нямало кой да го обработва. Тогава тръгнала мълва, че управителят раздава земя „от дол до дол“. Придошли заселници от селата Голец, Горна Бешовица, както от Балкана, Румъния, Сърбия, Югозападните Родопи и Беломорието (1793 – 1807 г. след „бунта на гладните“, организиран и предвождан от помака Мехмед Синап). Те образували „българска махала“ южно от турския чифлик. След време махалата се съединила с чифлика и се образувало новото село с име „Дерманица“. Управник бил турчин, а помощник му бил българин. Населението се занимавало със земеделие и скотовъдство. По реката започнали да се строят воденици.
Положението на населението рязко се влошило в края на 18 век. Тогава, за управител на Ловеч бил назначен помакът Панчоолу (1780 – 1810), по народност хърватин. Той си заграбил най-добрите земи. Чифликът му бил в местността Батово, пчелинът – над Шульовец, добитъкът – в Търсевица, а стадата в Пръчовица. Тогава населението преживяло големи мъки, глад и мизерия. До Високата порта се дочул слух, че Панчоолу пращал пари на комитет в Румъния и бил повикан в Цариград на съд. На път за там, край Самоков го срещнали познати турци и му казали, че го очаква голямо наказание. Тогава той предпочел да се отрови.
Кримската война (1853 – 1856) също имала тежки последици. Връщащите се войски обирали населението и вършели убийства. След края на тази война в местността Лешница била настанена татаро-черкезка колония. Татарите отглеждали добитък и често възниквали спорове за по-добри пасища. Но черкезите не разчитали на скотовъдство и земеделие, те се препитавали с разбойничество. Така се прочули с деянията си, че дори турците не смеели да се движат сами.
Преди Освобождението в селото е имало училище. Първият учител е бил даскал Димитър (1840). Той е обучавал момчета на възраст 15 – 18 години. След Освобождението в селото се построява училище със собствена сграда, до църквата. Името му било „Отец Паисий“. Учениците били 90, а техен учител е бил Атанас Бончев. Има и сведения, че Васил Левски е намирал подслон в селото. Подслонявал го е Стоян Тетевенски. Имало е и революционен комитет.
Бушуващата буря през 1877 – 1878 г. за пореден път опустошава и обезлюдява селото. Жителите отново се изселват, макар и временно. Това време е известно в района като „Беглото“. Едни са бягали към освободения Ловеч, други са били отвлечени от турците, трети са се криели в Балкана. След войната, повечето хора са се върнали.
По Санстефанския договор, на избягалото турско население се давала възможност да се върне и продаде имота си, ако не желае да живее повече там. Такъв бил случая с някой си Боджакоолу, който имал добри имоти в местността Чукара. Той се върнал и лично ги продал на съселянин.
Към 1875 г. Дерманци е наброявало 331 жители. Географското му положение го е оформило след Освобождението, като средищен център. Според новата административна уредба, то става център на околия. В Дерманската околия са влизали 14 общини. Имало е Околийско управление, а през 1881 г. е създадено „Мирово съдилище“.
При избухването на Балканската война в 1912 година 7 души от Дерманци са доброволци в Македоно-одринското опълчение.
Първото медицинско лице (фелдшер) е назначено през 1909 г. Първата телеграфо-пощенска станция, започва да работи през 1911 г. През 1914 г. е построено и открито ново училище. Читалището е основано още през 1895 г. Водениците през този период са 14. Построена е цигларска фабрика.
За периода 1914 – 1938 г. са учредени 8 кооперации (Говедарска, Потребителска „Напредък“, Популярна банка, Доверие, Земеделска обнова, Млекарска, Електропроизводителна „Светлина“ и Ученическа кооперация). През 20-те години в селото за кратко съществува толстоистка колония.

## Население
Според ЕСГРАОН от 15 март 2015 населението на селото е 2203 души.
Според сайта на община Луковит към 5 февруари 2018 с постоянен адрес са 2373 жители, а с настоящ адрес са 2197 жители.
Според НСИ населението на селото е 1889 жители към 31 декември 2018. Пак там, максималното население, което е достигнало селото е 5030 жители през 1946 г., което е равносилно на малък град в днешни дни. Това донякъде обяснява наличието на сравнително висок брой изоставени къщи.
Според протоколите на ЦИК право на глас в селото за местни избори 2015 г. имат общо 1859 жители, а за избори за европарламент 2019 г. имат общо 1858 жители.
Това показва, че населението на селото е относително стабилно. Тази стабилност е много впечатляваща на фона на изключително силната демографска криза в страната.
Като цяло селото е много оживено, в центъра му непрекъснато има трафик.

## Етноси
Българската етническа група все още преобладава като численост, въпреки че се наблюдава силен процес на застаряването ѝ. Циганската етническа група е на второ място по население. Тази група се разделя най-общо на две религиозни подгрупи: роми, които са християни (много по-многобройната част) и роми, които са мюсюлмани. Турската етническа група е третата по численост.
Численост и дял на етническите групи според преброяването на населението през 2011 г.:
|                     | Численост | Дял (в %) |
| Общо                | 2106      | 100,00    |
| Българи             | 1700      | 80,72     |
| Турци               | 4         | 0,18      |
| Цигани              | 96        | 4,55      |
| Други               | 0         | 0,00      |
| Не се самоопределят | 0         | 0,00      |
| Неотговорили        | 294       | 13,96     |

## Услуги и инфраструктура
В селото има детска градина (понастоящем около 60 деца), училище (от 1-ви до 10-и клас) и читалище със сравнително богата библиотека. В близкото минало е имало и техникум.
Здравеопазването на селото е подсигурено чрез личен лекар GP и здравен център (лечебница). В селото има добре заредена аптека, която де факто обслужва околните населени места.
В селото има дискотека, няколко заведения, два пенсионерски клуба и целогодишно функционираща къща за гости, поща, банкомат и кореспондент на Western Union, оптичен интернет, както и кабелна телевизия, парк и стадион.

## Религии
Църквата „Св. Параскева“ в Дерманци е построена през 1870 – 1872 г. Осветена е от апостола на духовното ни възраждане Иларион Макариополски – Търновски на 3 декември 1872 г.
Населението е предимно християнско, със сравнително малка част мюсюлмани.

## Личности
- Иван Лазаров, български революционер, войвода на чета в Малешевско в 1902 година[6][7]
- Христо Чернопеев (1868 – 1915)– деец на националноосвободителното движение в Македония и Одринско
- Харалампи Попйорданов – професор, д-р на техн. науки, ректор на Минно геоложкия университет, член кореспондент на БАН[8]
- Параскева Младеновска – инженер картограф и геодезист.
- Тодор Монов (1928 – 1996) – български сценарист
- Никола Канов (1928 – 2005) – литератор
- Георги Стойков Делийски (1931 – 2018) – български писател и журналист. Депутат във Великото народно събрание